# NGC 7297
NGC 7297 is een spiraalvormig sterrenstelsel in het sterrenbeeld Kraanvogel. Het hemelobject werd op 1 september 1834 ontdekt door de Britse astronoom John Herschel.

## Synoniemen
- ESO 345-18
- MCG -6-49-7
- IRAS 22282-3804
- PGC 69046